# Umaj
Umaj (staroturško 𐰆𐰢𐰖, kazaško Ұмай ана, rusko Ума́й ali Ымай) je v turški mitologiji in tengrizmu boginja plodnosti in devištva  in zato povezana z ženskami, materami in otroki. Podobna je Boginji materi v drugih svetovnih verstvih.

## Etimologija
Umai v mongolščini pomeni maternica ali vrat maternice. Turški koren umay je prvotno pomenil placento, kasneje pa ime boginje, katere glavna naloga je bila skrbeti za ženske in otroke, morda  zato, ker so mislili, da ima placenta čarobne lastnosti. V mongolskem jeziku eje ali eej pomeni mati, tako kot podobna staroturška beseda eçe.

## Boginja otroštva
Umajino ime je na Kul Tiginovem napisu iz  8. stoletja zapisano v povedi Umay teg ögüm katun kutıŋa  - pod okriljem moje matere, ki je kot boginja Umaj.
Umaj je bila zaščitnica in vodnica žensk in otrok. Za kagane so menili, da predstavljajo Kök Tengrija.  Umaj je bila zaščitnica tudi kaganovih žena (katun ali hatun) in jim pomagala imeti otroke, ki so bili jamstvo za obstoj  imperija. Po trditvah v Divanü Lügat’it-Türk ženske, ki častijo Umaj, rojevajo moške potomce. Turkinje prosijo Umaj za otroka z obešanjem trakov, na katerih so privezane majhne zibke. Ta običaj je mogoče videti tudi med tunguškimi judstvi v južni Sibiriji in ljudstvi na Altaju. Umaj je praviloma upodobljena skupaj z otrokom, vendar obstajajo tudi izjeme. Med ljudmi vlada prepričanje, da otrok zboli, če ga Umaj zapusti za dolgo časa. Starši zato pokličejo šamana, da Umaj ponovno prikliče.  Nasmejan in naspan otrok je znak, da je Umaj v njegovi bližini, jok pa pomeni, da ga je zapustila.
Kirgizi so prepričani, da Umaj ne ščiti samo otrok, ampak tudi turške skupnosti po celem svetu. Umaj jim istočasno pomaga pridelati več hrane in drugih dobrin in jim daje srečo.
Ker je Umaj povezana s soncem, jo imenujejo tudi Sarı Kız  - Rumena devica. Rumena je njena barva in njen simbol. Upodoblja se s šestdeset zlatimi prameni, ki simbolizirajo  sončne žarke. Domneva se, da je bila v Mongoliji in na Altaju nekoč istovetna z boginjo  ognja Ot Ene. Umaj in Eçe sta v Turčiji pogosti  ženski lastni imeni.

## Vira
- Deniz Karakurt. Türk Söylence Sözlüğü (Slovar turških mitov). (v turščini)
- Özhan Öztürk. Folklor ve Mitoloji Sözlüğü. Ankara, 2009 Phoenix Yayınları. str. 491 ISBN 978-605-5738-26-6 (v turščini)